# فرودگاه سیدی ایفنی
فرودگاه سیدی ایفنی (به انگلیسی: Sidi Ifni Airport) یک فرودگاه همگانی با کد یاتا SII است . این فرودگاه در کشور مراکش قرار دارد و در ارتفاع ۵۸ متری از سطح دریا واقع شده است.